# Comuna de Siedlec
Siedlec (polaco: Gmina Siedlec) é uma gminy (comuna) na Polónia, na voivodia de Grande Polónia e no condado de Wolsztyński. A sede do condado é a cidade de Siedlec.
De acordo com os censos de 2007, a comuna tem 12219 habitantes, com uma densidade 58,1 hab/km².

## Área
Estende-se por uma área de 205,06 km², incluindo:
- área agricola: 63%
- área florestal: 27%

## Demografia
Dados de 30 de Junho 2004:
|                      | Total   | Total | Mulheres | Mulheres | Homens  | Homens |
| -------------------- | ------- | ----- | -------- | -------- | ------- | ------ |
|                      | pessoas | %     | pessoas  | %        | pessoas | %      |
| População            | 11 909  | 100   | 6031     | 50,6     | 5878    | 49,4   |
| Densidade (pop./km²) | 58,1    | 100   | 29,4     | 29,4     | 28,7    | 28,7   |

De acordo com dados de 2002, o rendimento médio per capita ascendia a 1315,32 zł.

## Subdivisões
- Belęcin, Boruja, Chobienice, Godziszewo, Grójec Mały, Grójec Wielki, Jaromierz, Jażyniec, Karna, Kiełkowo, Kiełpiny, Kopanica, Mała Wieś, Mariankowo, Nieborza, Nowa Tuchorza, Reklin, Siedlec, Stara Tuchorza, Tuchorza, Wąchabno, Wielka Wieś, Wojciechowo, Zakrzewo, Żodyń.

## Comunas vizinhas
- Babimost, Kargowa, Nowy Tomyśl, Rakoniewice, Wolsztyn, Zbąszyń